# گریگوری اورسوله
گریگوری اورسوله (انگلیسی: Grégory Ursule؛ زادهٔ ۱۴ ژانویهٔ ۱۹۷۷) بازیکن فوتبال اهل فرانسه است.
از باشگاه‌هایی که در آن بازی کرده‌است می‌توان به باشگاه فوتبال رن، باشگاه فوتبال بوردو، و باشگاه فوتبال آژاکسیو اشاره کرد.